# Hawaii-oo
Hawaii-oo (Moho nobilis) är en utdöd fågel i familjen ooer inom ordningen tättingar. Den förekom tidigare på ön Hawaii i Hawaiiöarna och sågs senast 1898. IUCN kategoriserar den som utdöd.